# بيسنيك كراسنيكي
بيسنيك كراسنيكي (بالألبانية: Besnik Krasniqi‏) هو لاعب كرة قدم ألباني في مركز ظهير ‏، ولد في 1 فبراير 1990 في بريشتينا في كوسوفو. لعب مع بارتيزاني تيرانا ونادي بريشتينا ونادي تيوتا دورس ونادي فلامورتاري فلوره.

## وصلات خارجية
- بيسنيك كراسنيكي على موقع قاعدة بيانات كرة القدم.إي يو (الإنجليزية)
- بيسنيك كراسنيكي على موقع Soccerway.com (الإنجليزية)